# Arthur König (Oberlandforstmeister)
Arthur König (*  21. Oktober 1859 in Leobschütz, Provinz Schlesien; † 1945 in Höxter) war ein preußischer Oberlandforstmeister.

## Leben
Arthur König wurde als Sohn des Notars Friedrich Wilhelm König geboren und absolvierte nach dem Abitur am Gymnasium in Colmar im Jahre 1876  natur-, staats- und forstwissenschaftliche Studien an der Straßburg, der Forsthochschule Eberswalde und der Königlich Preußischen Forstakademie Hannoversch Münden. 1880 legte er die Erste Forstliche Staatsprüfung ab und wurde Assistent des Akademiedirektors in Hannoversch Münden.
Nach dem Großen Staatsexamen 1884 wurde er zum Forstassessor ernannt und forstlicher Lehrer an der Akademie. 
1886 promovierte er an der Eberhard Karls Universität Tübingen zum Dr. rer. oec. und erhielt zwei Jahre später mit der Protektion seines Schwiegervaters Bernard Borggreve eine Stelle als Oberförster mit gleichzeitiger Lehrtätigkeit an der Akademie. 
1893 übernahm er als Oberförster das Revier Kupferhütte im Regierungsbezirk Hildesheim.
Bevor er 1913 Oberforstmeister in Potsdam wurde, war er von 1897 bis 1906 Regierungs- und Forstrat in Danzig und anschließend Oberforstmeister in Gumbinnen in Ostpreußen.
König musste Kriegsdienst leisten, wurde verletzt und kam in Kriegsgefangenschaft. Nach dem Krieg war er im Preußischen Ministerium für Landwirtschaft, Domänen und Forsten als Oberlandesforstmeister der oberste Forstbeamte. 1920 ging er auf eigenen Wunsch in den Ruhestand, betätigte sich jedoch noch bis 1923 ehrenamtlich als Geschäftsführer des Reichsforstwirtschaftsrats, dem er bis 1929 mit seinem Austritt angehörte. 